# Monatshygiene
Unter dem Begriff Monatshygiene (auch Menstruationshygiene und Damenhygiene genannt) wird die Verwendung von Hygieneartikeln zusammengefasst, die Frauen während ihrer Menstruation, während des Wochenflusses nach einer Geburt oder auch dauernd benutzen, um Wäsche vor Blut, Zervixschleim, Vaginalsekret und anderen natürlichen Ausscheidungen zu schützen, die bei geschlechtsreifen Frauen im Bereich der Vulva bzw. Vagina auftreten.
In den industriell erschlossenen Ländern spielen bei der Monatshygiene industriell hergestellte Artikel eine Schlüsselrolle, darunter Damenbinden, Slipeinlagen, Tampons, Menstruationsschwämme, Softcups, Periodenunterwäsche und Menstruationstassen.

## Grundlagen
Bei einer normalen Menstruation werden bis zu 60 ml Blut ausgeschieden, das sind etwa 10 ml pro Tag, wobei der Blutfluss in den ersten Tagen deutlich stärker sein kann als in den späteren. Viele Frauen haben auch Perioden, bei denen im Verlaufe einer Woche mehr als 80 ml Blut ausgeschieden werden (Hypermenorrhoe).
Die Menge des Vaginalsekrets schwankt mit dem Monatszyklus und ist am höchsten in den Tagen nach dem Eisprung. Durchschnittlich beträgt sie etwa 4 bis 6 ml pro Tag. Mit einem pH-Wert von 3,8 bis 4,4 befindet sich Vaginalsekret im sauren Bereich; insbesondere dunkle Unterwäsche kann durch längeren Kontakt mit dem Sekret Bleicheflecken annehmen.

## Monatshygiene ohne industrielle Produkte
Im kaiserzeitlichen China verfügten Frauen dank der Erfindung von Textilen und Papier über verschiedene Typen handgefertigter Binden, die mit Bändern oder Schals am Hüftgürtel befestigt wurden, darunter Textiltaschen, die mit saugfähigem Material gefüllt wurden, sowie Einwegbinden aus Strohpapier, Baumwolle oder Altkleidern.
In Europa benutzten Frauen Binden aus Leinen, später auch Baumwolle als diese günstiger wurde, die an sog. Monatsgürteln angeknöpft oder -gebunden getragen wurden (die damals noch sehr locker geschnittenen und oft im Schritt offenen Unterhosen machten eine separate Befestigung erforderlich). Es gab verschiedenste Schnittmuster, vom einfachen Tuch das in der Diagonalen zu einem schmalen Polster gefaltet wurde über recht komplexe Modelle die eine Art Einschubtasche für eine Saugeinlage aus einem weiteren Stück Stoff oder Lumpen aufwiesen, bis hin zu wattierten und gesteppten Polstern die optisch schon an heutige Einwegbinden erinnern. Diese Formen der Monatsbinde blieben auch nach Einführung industrieller Produkte verbreitet da sie zuhause aus anderweitig nicht mehr verwendbaren Stoffresten, Altkleidern und ähnlichem praktisch kostenfrei gefertigt werden konnten. Nur die ärmsten Bevölkerungsschichten verwendeten nicht weiter bearbeitete Lumpen als Binden.
Amerikanerinnen verwendeten, besonders auf Reisen, Mulltuch, in das sie flachgedrückte Baumwolle einschlugen.

## Monatshygiene mit industriellen Produkten

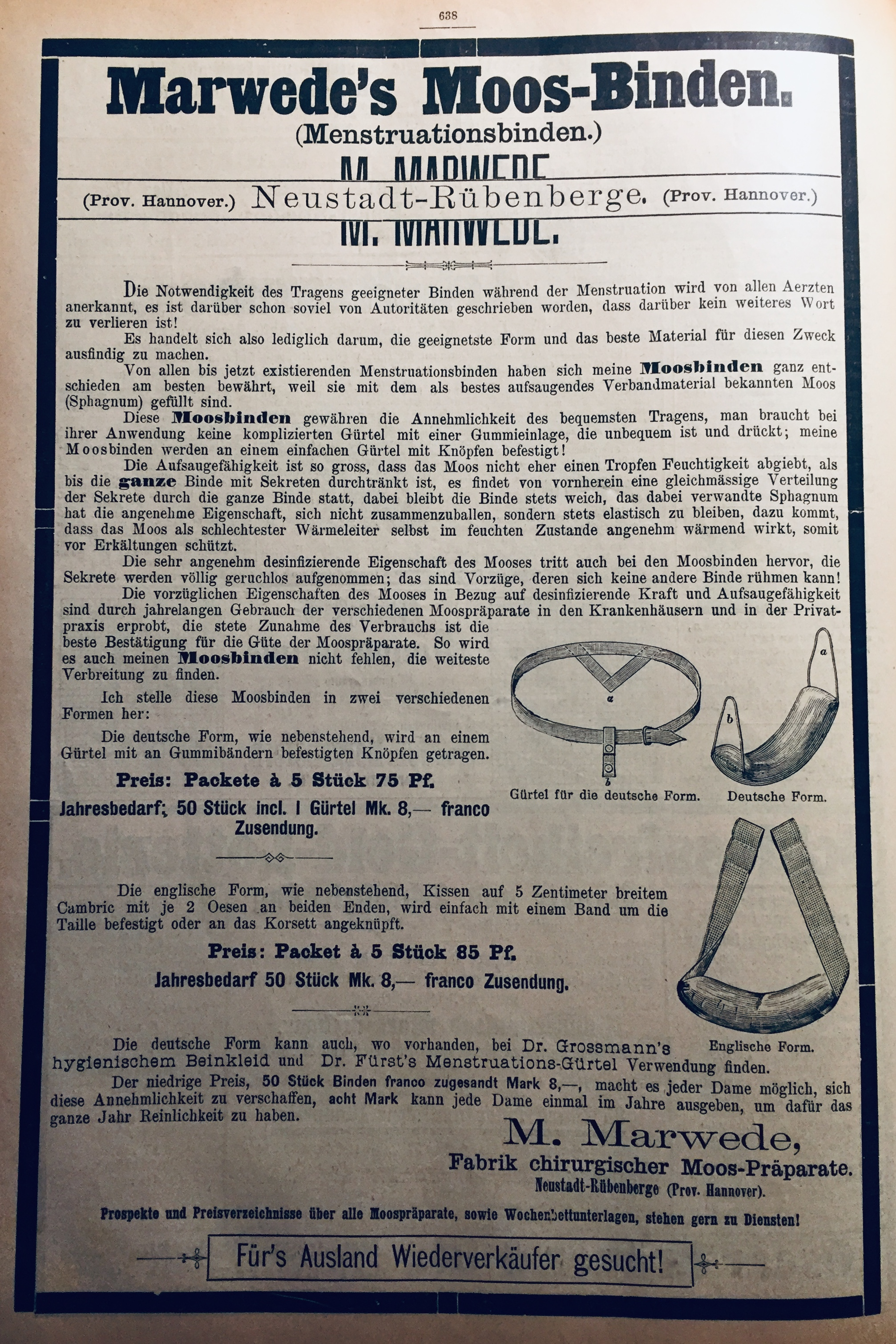
Ganzseitige Anzeige für Moos-Binden aus dem Jahr 1890

### Monatsgürtel, Monatsbinden und Damenhöschen

#### Vor 1900

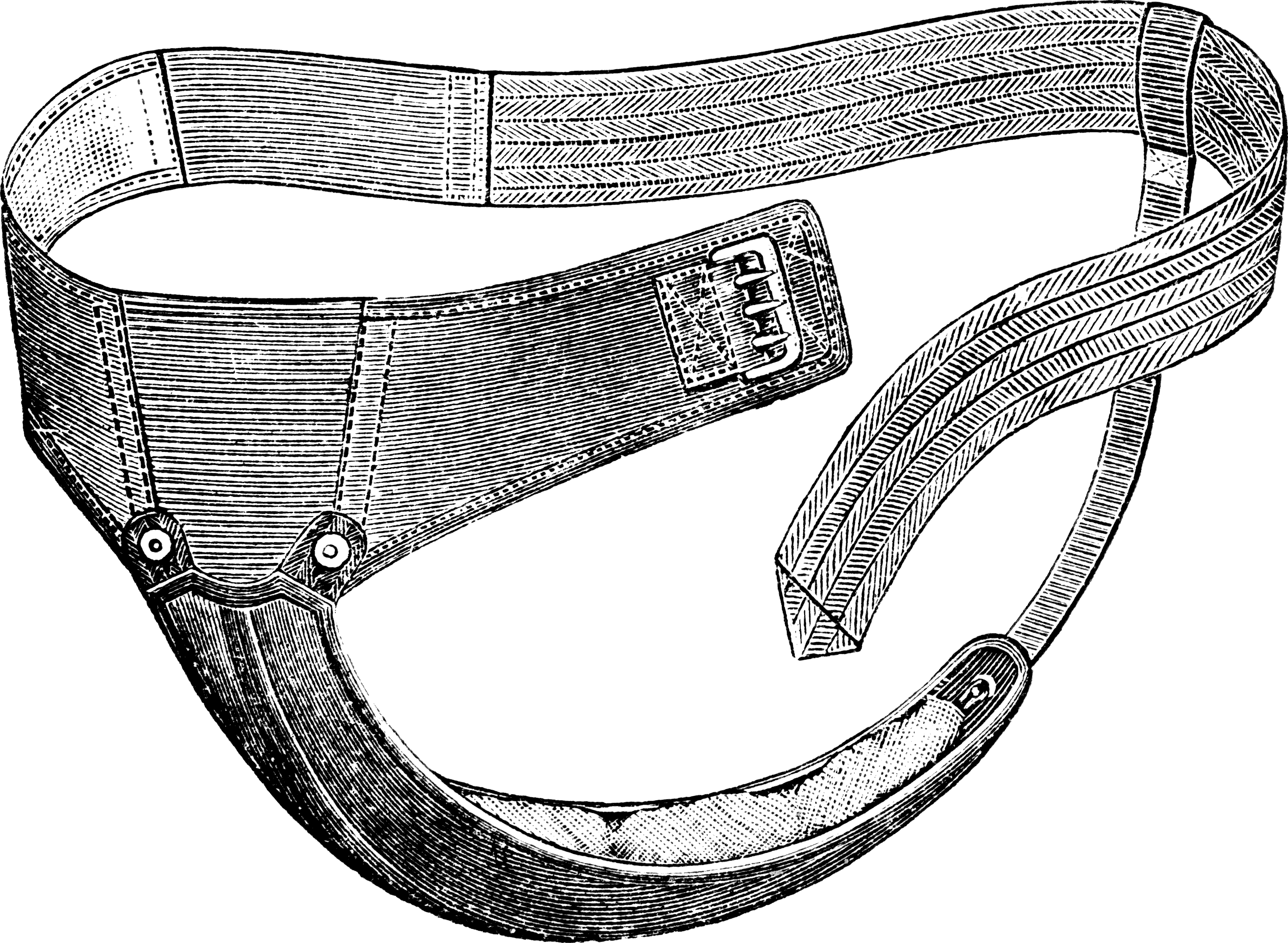
Der „Dianagürtel“ der Firma Teufel sollte es Frauen um die Wende zum 20. Jahrhundert ermöglichen, sich auch mit einer Binde einigermaßen frei zu bewegen.

Bereits im ausgehenden 19. Jahrhundert produzierte die 1883 im Böhmischen Hohenelbe gegründete Verbandstofffabrik Paul Hartmann Damenbinden, die das aus Holzwolle gefertigte Verbandmaterial „Mulpa“ aufnehmen konnten, das blockförmig komprimiert geliefert wurde.
Carl Moritz Marwede, der in Neustadt am Rübenberge bei Hannover seit 1888 eine Fabrik für „chirurgische Moospräparate“ betrieb, hatte in seiner Produktpalette aus Torfmoos gefertigte, für den Einmalgebrauch konzipierte Binden, die er an seine Kundinnen per Post versandte.
1893 ließ die Stuttgarter Firma Wilhelm Julius Teufel ihren „Dianagürtel“ patentieren.
Ergänzt wurde der Gürtel später von einer „Flauminbinde“ mit dem Modellnamen „Cleopatra“, die aufgerollt benutzt und zum Waschen ausgebreitet wurde. Daneben produzierte die Firma auch Binden aus Frottierstoff.
In den Vereinigten Staaten brachten 1897 Johnson & Johnson Binden für den Einmalgebrauch auf den Markt, die aus in Mull eingeschlagener Wattekissen hergestellt wurden. Das Unternehmen vertrieb sie zunächst als „Lister’s Towels“ und von den 1920er Jahren an unter dem Markennamen „Nupak“.
Die Vermarktung war im ausgehenden 19. Jahrhundert schwierig, weil die Erwähnung der weiblichen Körperfunktionen als nicht schicklich galt.

#### 1900–1950

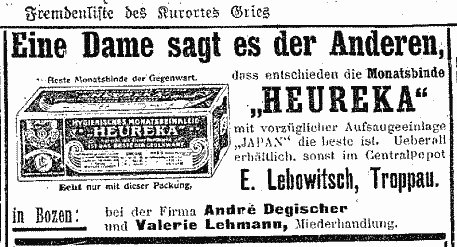
Annonce für Monatsbinden in der Kurliste Gries bei Bozen, 1908

Camelia Populär – Damenbinde um 1942 aus Beständen des Militärs für Krankenschwestern

Im frühen 20. Jahrhundert trugen manche Amerikanerinnen, wenn sie ihre Periode hatten, unter dem Rock eine aus Gummi und Stoff genähte „Schürze“ (engl. sanitary apron), die verhindern sollte, dass Blut zur Oberbekleidung durchdrang.
Nachdem Krankenschwestern im Ersten Weltkrieg entdeckten, dass Verbandmaterial sich besser für die Aufnahme von Menstruationsblut eignete als die Stoffstücke, die sie bis dahin verwendet hatten, kaufte der Papierhersteller Kimberly-Clark Material aus übriggebliebenen Verbandsbeständen der amerikanischen Armee auf und brachte von 1921 an unter dem Markennamen „Kotex“ Einwegbinden auf den Markt.
Um die Kotex-Binden benutzen zu können, trugen Frauen Monatsgürtel (engl. sanitary belts), meist der populären Marke „Hoosier“, die – hinten an einem Straps und vorn an einer Metallschnalle – Sicherheitsnadeln hielten, an denen die Binden festgesteckt wurden. Obwohl die Gürtel als unbequem galten, blieben sie bis in die 1970er Jahre in Gebrauch.
In Deutschland entwickelten im Jahre 1926 die Vereinigten Papierwerke Nürnberg, die später auch Tempo-Taschentücher vermarkteten, eine Zellstoffbinde im Netzschlauch für den Einmalgebrauch; das Produkt trug den Namen „Camelia“.

#### Seit 1950

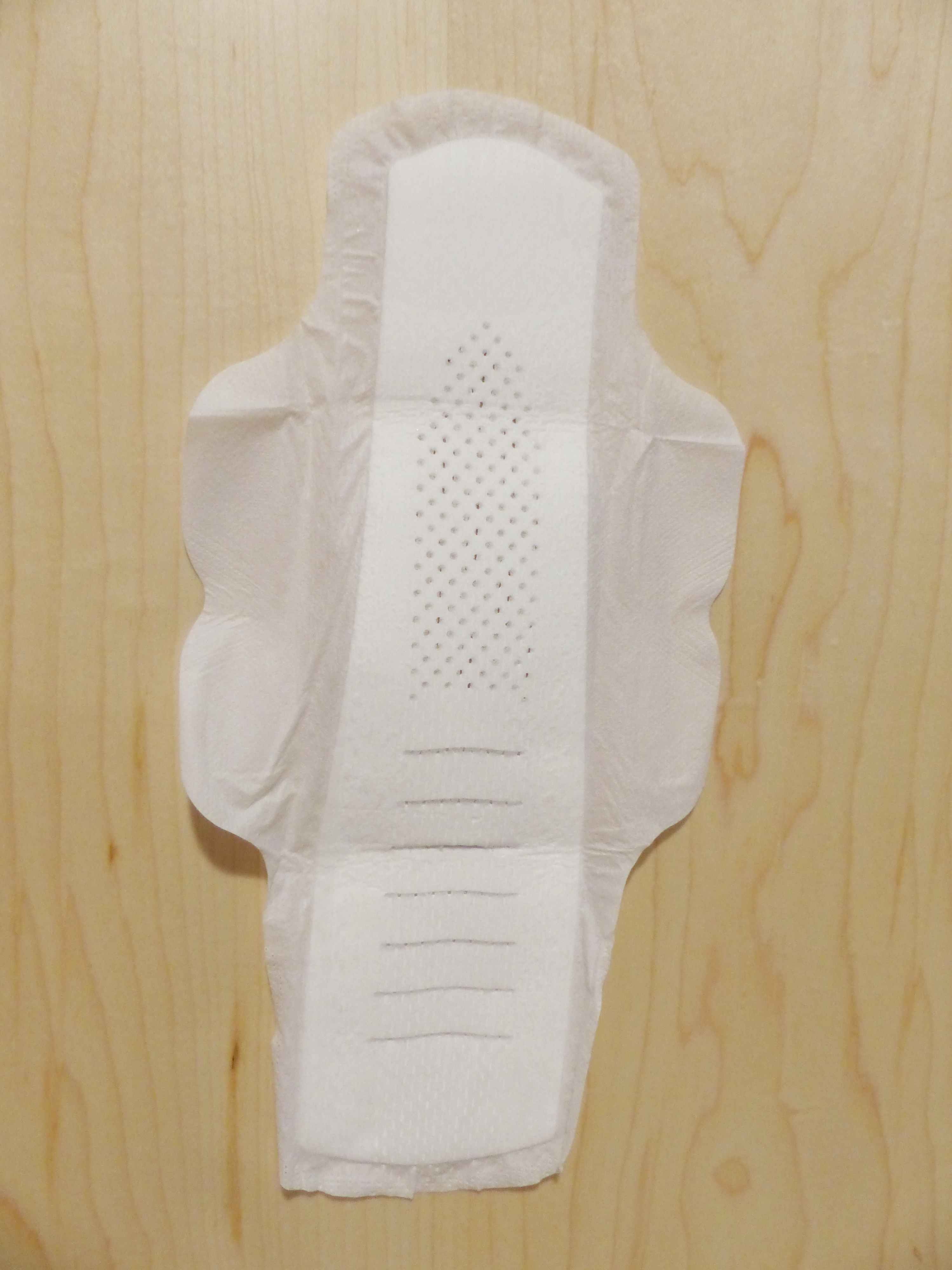
Eine millimeterdünne „Always Infinity“

In der Deutschen Demokratischen Republik waren seit den 1950er Jahren die aus Zellstoff, Gaze und Pappe gefertigten Binden der Marken „Alba Zell“ und „Rosa Extra“ beliebt.
In der Bundesrepublik Deutschland brachten die Vereinigten Papierwerke Nürnberg 1958 eine Binde „Camelia Record“ heraus, die anstelle eines Mull- einen Vlieseinschlag hatte, der Flüssigkeit am Vorbeilaufen hindern sollte. Nachdem amerikanische Produkte bereits 1970 mit Klebestreifen ausgestattet waren, erschien in der BRD im Jahre 1973 als erste selbstklebende Binde die „Camelia 2000“, und 1973 – da viele Frauen wegen der Einnahme der Antibabypille statt einer Monatsblutung eine schwächere Abbruchblutung hatten – die „Camelia Mini“. Nachdem Kotex in den Vereinigten Staaten bereits 1975 eine Slipeinlage vorgestellt hatte, folgten Johnson & Johnson 1976 mit dem Produkt „Carefree“.
Von 1977 an war das Produkt auch in Deutschland erhältlich. Camelia folgte 1981 mit einer eigenen Slipeinlage. Einige Frauen tragen Slipeinlagen bei sehr leichten Monatsblutungen, nach Geschlechtsverkehr und oft auch zum alltäglichen Schutz der Wäsche vor Vaginalsekret.
In den Vereinigten Staaten, Großbritannien und Frankreich führte Procter & Gamble 1983 die Marke „Always“ ein; in Deutschland sind die Produkte seit Sommer 1991 im Handel. Unter anderen Markennamen werden sie heute auch in vielen anderen Ländern vertrieben.
1986 präsentierte Procter & Gamble die „Always Plus“, eine Binde, die seitliche Flügel hatte, was ein Vorbeilaufen des Blutes an der Seite der Binde verhindern sollte. 1991 folgte die „Always Ultra“, die die aufgesaugte Flüssigkeit in auslaufsicheres Gel verwandelt und darum weitaus dünner sein konnte als bisherige Binden. In der 2008 herausgebrachten „Always Infinity“ wird das noch stärker bindende Material „Flex Foam“ verwendet. Insgesamt wurden 2016 unter dem Markennamen „Always“ 34 verschiedene Binden und 17 verschiedene Slipeinlagen angeboten. Daneben werden unter dem Label „Always“ auch Feuchttücher vermarktet.
Einen großen Marktanteil hat in Deutschland heute auch das Unternehmen TZMO, das 1951 im ukrainischen Torun als Verbandsstofffabrik gegründet wurde, seit 2003 aber auch Damenhygieneartikel fertigt, die im deutschsprachigen Raum unter dem Markennamen „Bella“ im Discountsegment gehandelt werden; in Mittel- und Osteuropa hält diese Produktlinie den größten Marktanteil.
Für die Einlage von Binden gab und gibt es spezielle Monatshöschen, die im Schritt aus undurchlässigem Material gearbeitet sind.

#### Moderne Textilprodukte

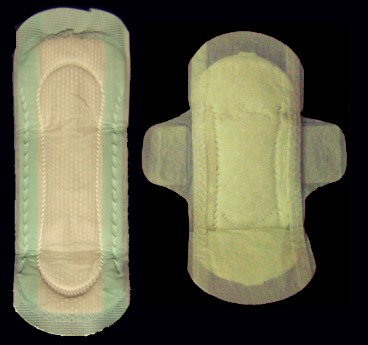
Monatsbinden

Mit dem Wiederaufleben der Textilwindel für Babys kam in den 1980er Jahren auch die Stoffbinde für Frauen zurück. So gründete Marie Walleberg 1988 im schwedischen Visby das Unternehmen ImseVimse, das neben Stoffwindeln heute auch Stoffbinden produziert. Eco femme verkauft Baumwollbinden und spendet einen Teil der Profite an karitative Projekte in Indien. Daneben gibt es zahlreiche weitere Anbieter, wie das österreichische Unternehmen Popolini, das deutsche Unternehmen Kulmine (1993 in Osnabrück als Die Vivas gegründet) und die in China produzierende Firma Dutchess.
Die in Brooklyn ansässige Unternehmerin Miki Agrawal brachte im Frühjahr 2015 waschbare Periodenslips (engl. period panties, Markenname „Thinx“) auf den Markt, die wie gewöhnliche Unterwäsche aussehen, aber aus sehr saugfähigem Material bestehen und während der Menstruation ohne weiteren Schutz getragen werden können. Bei der Verleihung der World Technology Awards 2015 wurde Agrawal aufgrund dieses Marktgangs als Social Entrepreneur of the Year ausgezeichnet.

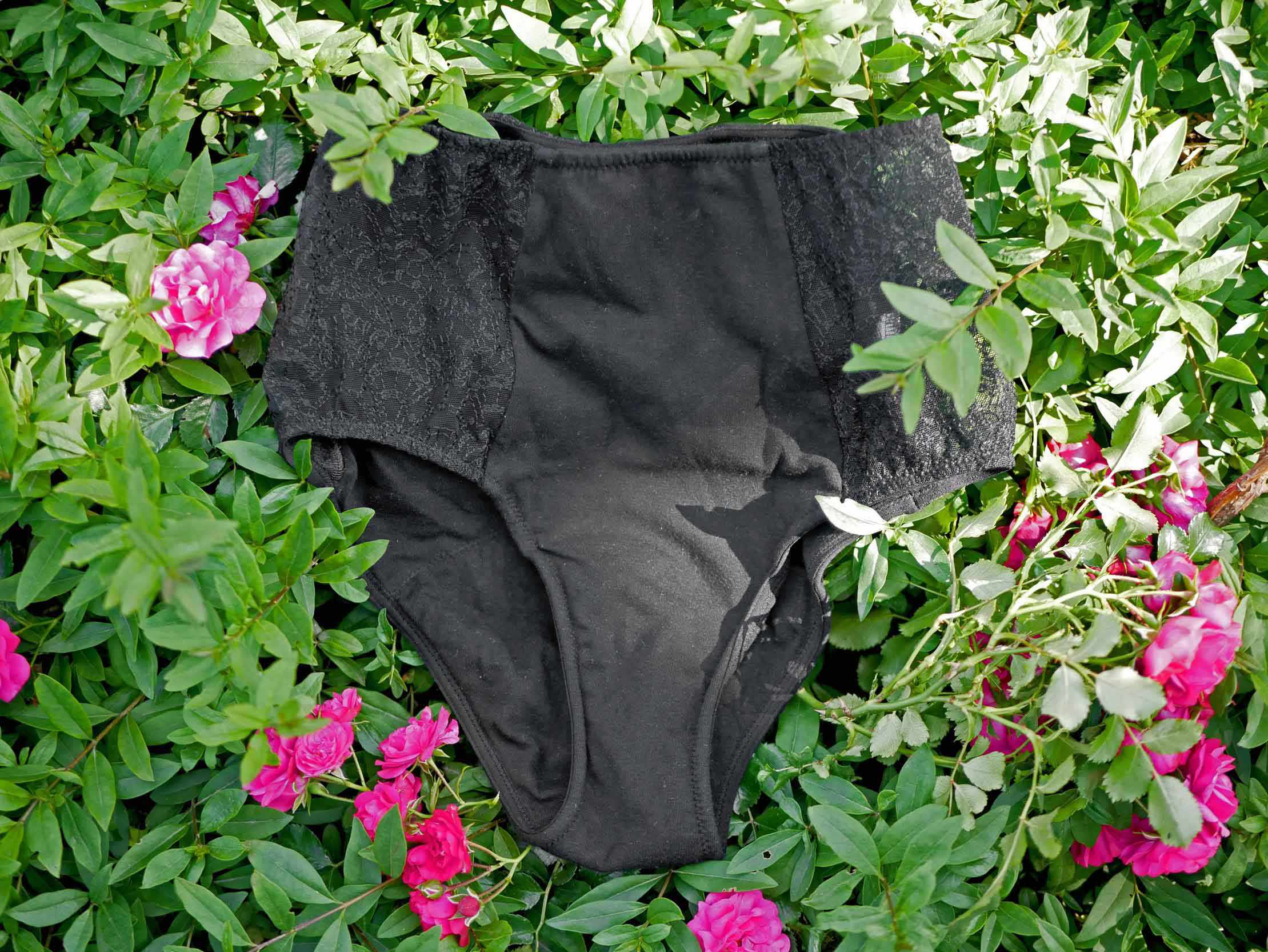
Moderner Menstruationsslip

 Diese moderne Menstruationsunterwäsche kann durch eine geeignete Auswahl der Textilien und einen sandwichartigen mehrschichtigen Aufbau wie ein Schwamm bis zu 30 Milliliter Flüssigkeit aufnehmen ohne durchzunässen. Sie ist gebraucht maschinenwaschbar und wiederverwendbar und hat seit Markteinführung weite Verbreitung gefunden.

### Tampons und Schwämmchen

#### Einwegtampons

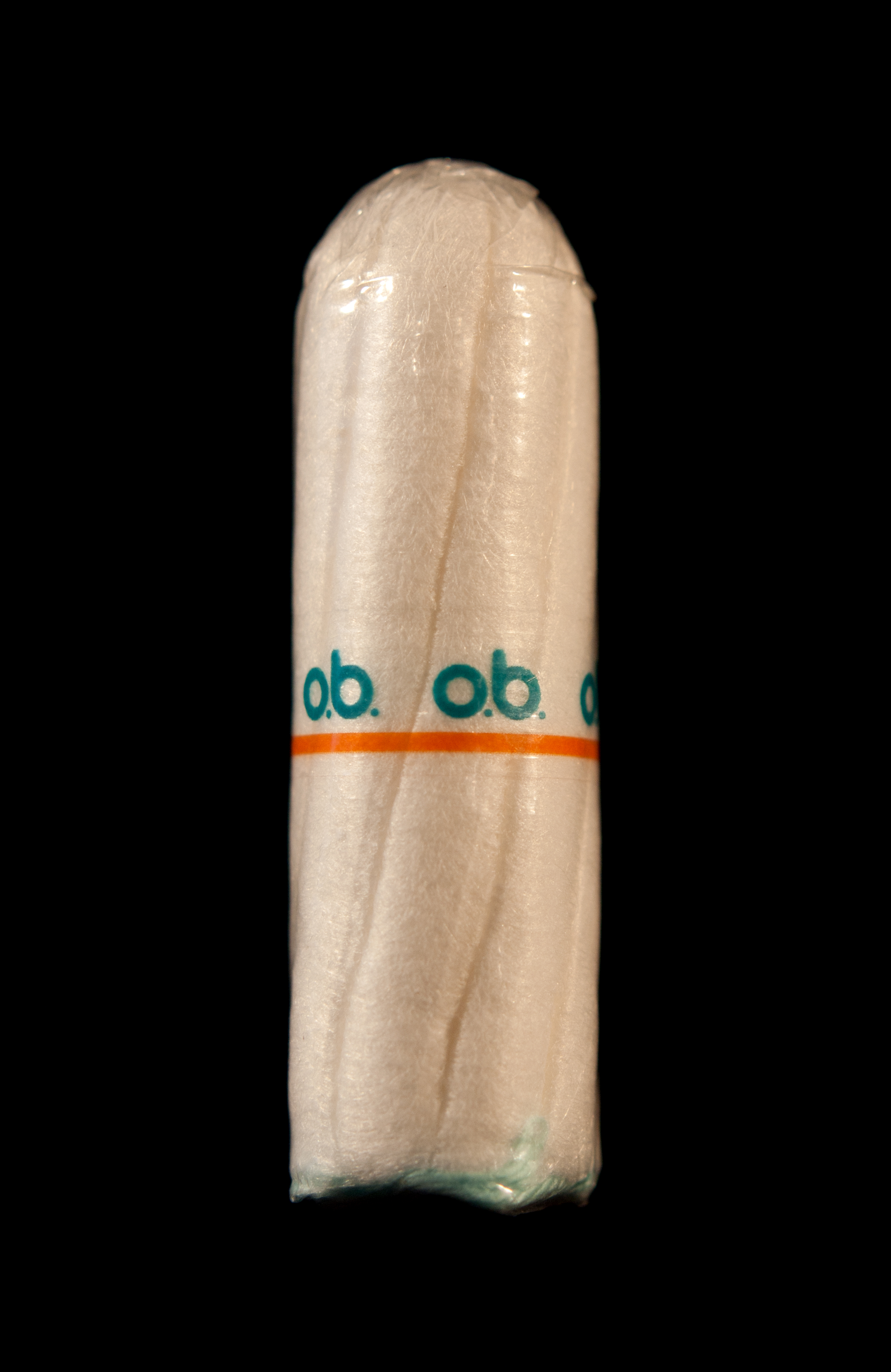
o.b.-Tampon

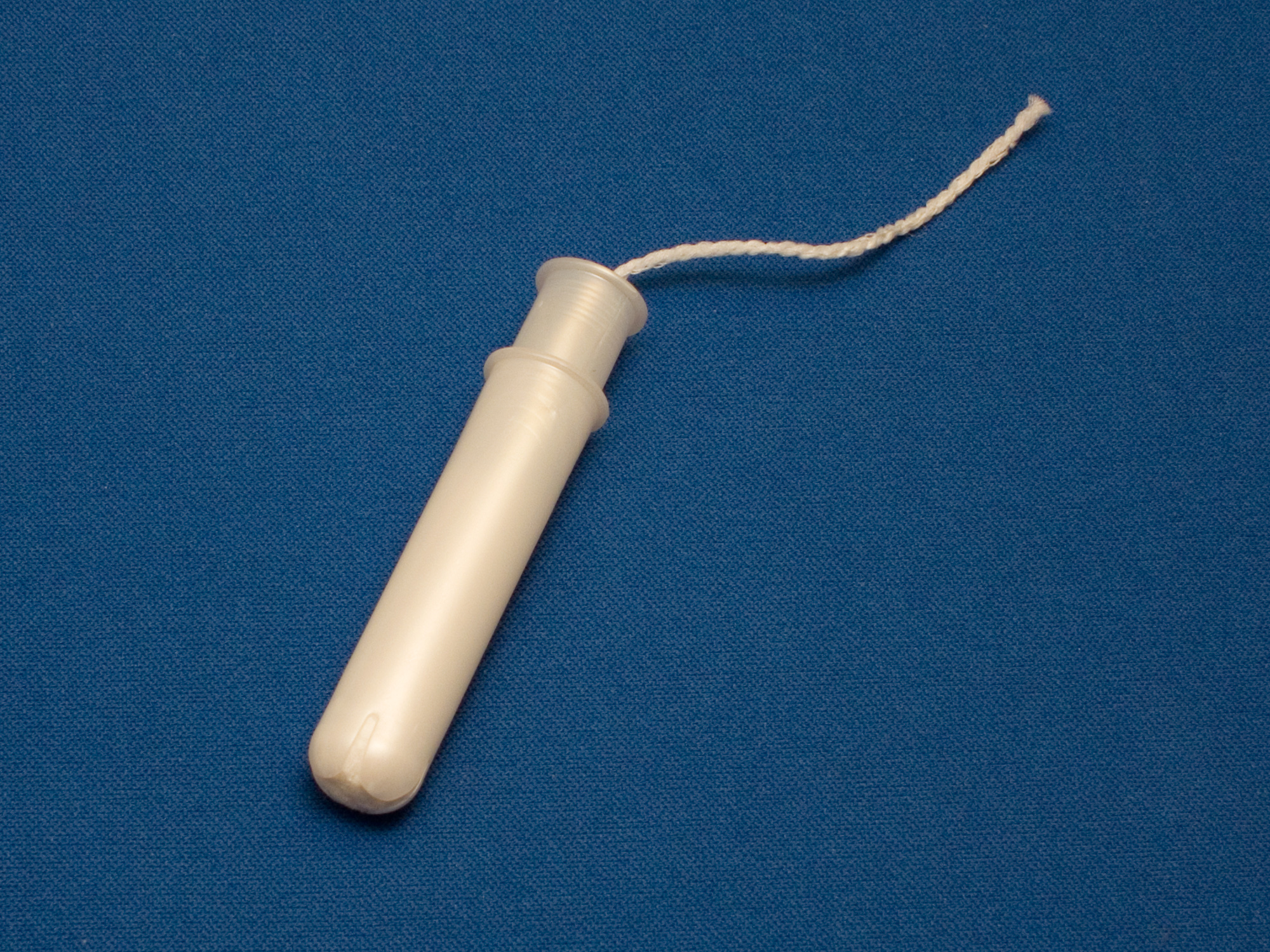
Tampon mit Applikator

Der Zellstofftampon mit Rückholbändchen, der das Menstruationsblut direkt in der Vagina aufnimmt, wurde 1929 von Earle Haas, einem amerikanischen Osteopathologen, erfunden. Haas ließ die Erfindung patentieren, konnte sie aber nicht vermarkten. 1933 erwarb die Geschäftsfrau Gertrude Tendrich das Patent und verhalf damit dem 1936 gegründeten Unternehmen Tampax zu einem steilen Aufstieg.
Haas hatte Wert darauf gelegt, dass die Benutzerinnen den Tampon nicht mit den Fingern berührten. Die Tampax-Produkte waren darum mit einem Applikator, einem Teleskopröhrchen aus Karton, ausgestattet.
In den 1960er Jahren erwuchs dem Unternehmen Konkurrenz durch ähnliche Produkte des 1947 gegründeten Unternehmens Playtex. Playtex ließ 1973 einen Applikator aus Plastik patentieren; obwohl es mittlerweile Alternativen aus Pappe gibt, wird bei vielen Tampons mit Applikator immer noch Plastik verwendet.
Unter den Markennamen Wix und Fax wurden in den Vereinigten Staaten früh auch Tampons ohne Applikator gehandelt. In den 1950er Jahren folgten die „Pursettes“-Tampons, die zum leichteren Einführen eine befeuchtete Spitze hatten; eine jüngere Zielgruppe wurde erstmals intensiv beworben.
Nach Deutschland gelangte die Idee 1947 durch den Ingenieur Carl Hahn, der eine eigene Firma gründete und die Technologie des Tabakrollens, die er zuvor als Leiter des Bremer Zigarettenherstellers Martin Brinkmann kennengelernt hatte, für die Herstellung von Wattetampons adaptierte. Hahns o.b.-Tampons wurden von 1950 an verkauft.
In den Vereinigten Staaten entwickelten Procter & Gamble 1978 einen Tampon aus stärker absorbierendem Material, der bei der Ausdehnung eine glockenähnliche Form annahm. In den frühen 1980er Jahren wurde dieses neue Material vereinzelt mit dem toxischen Schocksyndrom in Verbindung gebracht, das bei mehreren Frauen zum Tode geführt hatte.
In der DDR wurden bis 1989 Tampons der Marke Imuna gehandelt, die im VEB Vliestextilien Lößnitztal produziert wurden. In der BRD gab es ab 1995 auch Tampons von Camelia.
In Florida wurde 1989 ein Produkt namens „Fresh ’n’ Fit Padettes“ vorgestellt, ein Tampon für leichte Tage, der nicht in die Vagina eingeführt, sondern zwischen die Schamlippen gelegt und nur an leichteren Tagen der Periode verwendet werden sollte. Als „inSync Miniform“ wurde der Artikel 1997 ein zweites Mal vorgestellt, fand bei den Kunden aber kein Interesse. Seit 2008 ist es erneut als „Unique Miniform“ auf dem Markt, nun allerdings eher für die Anwendung bei Blaseninkontinenz.

#### Mehrwegprodukte
Als Alternative zu Einwegtampons sind auch waschbare Tampons im Handel. Stärker nachgefragt sind allerdings Menstruationsschwämme, wie sie etwa das 1974 in Florida gegründete Unternehmen Jade & Pearl vertreibt; Menstruationsschwämmchen sind unbehandelte kleine Naturschwämme, die ohne Rückholbändchen in die Vagina gesteckt und später mit Zeige- und Mittelfinger wieder herausgezogen werden.
Entsprechende Produkte aus Kunststoff werden als Softtampons bezeichnet. Anders als Tampons brauchen Schwämme und Softtampons während eines Geschlechtsverkehrs nicht entfernt zu werden.

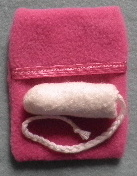
Waschbarer Tampon
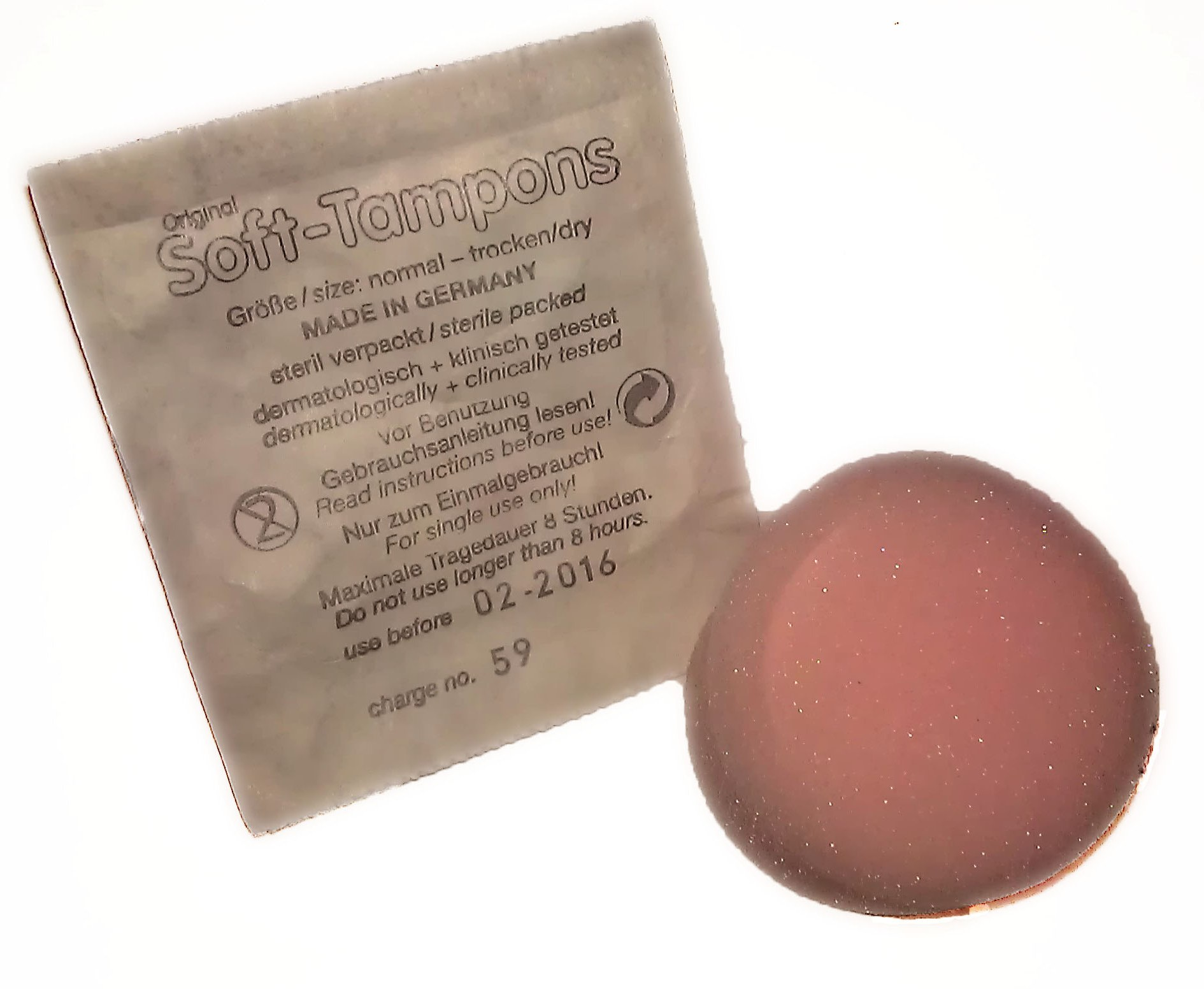
Softtampon

### Menstruationstassen und Menstruationsscheiben

#### Menstruationstassen

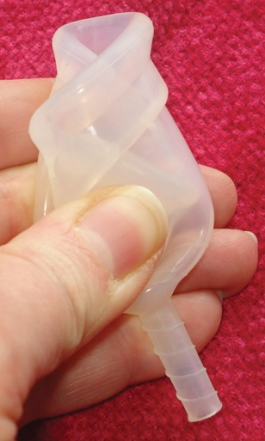
Menstruationstassen werden zum Einführen zusammengefaltet.

Die erste Menstruationstasse wurde 1867 in den Vereinigten Staaten als „Catamenial sack“ patentiert, aber nie industriell hergestellt. Die Erfindung bestand aus einem an einem Ring befestigten Säckchen, das in die Vagina eingeführt und mit dem Ring so vor den Muttermund platziert werden sollte, dass der Blutfluss direkt im Säckchen gesammelt würde. Der Erfinder vermutete, dass das Säckchen seine Position ohne Stabilisierung von außen nicht behalten würde, und fügte darum einen Hüftgürtel hinzu, der mit dem Säckchen durch einen Draht verbunden war.
1937 ließ die Amerikanerin Leona Chalmers eine Menstruationstasse aus Gummi patentieren, die in der Form eines Kelches gearbeitet war. Chalmers ging davon aus, dass die Tasse von der Beckenbodenmuskulatur gehalten und in der Vagina also gar nicht verrutschen würde; zum Entleeren und Reinigen versah sie die Tasse lediglich mit einem kurzen Stiel. Die Erfindung wurde als „Tass-ette“ in kleiner Stückzahl produziert, bis im Zweiten Weltkrieg Gummi so knapp wurde, dass Chalmers die Herstellung einstellen musste.
Mit Unterstützung des Unternehmers Robert Oreck brachte Chalmers das Produkt unter der Bezeichnung „Tassette“ Ende der 1950er Jahre erneut heraus. Die „Tassette“ fand nur in kleinen Stückzahlen Absatz; 1963 wurde die Produktion ganz eingestellt. In den späten 1960er Jahren – die Massenproduktion von Einwegbinden hatte begonnen – unternahm Chalmers einen erneuten Versuch mit einer Einweg-Menstruationstasse „Tassaway“, die in kleinen Stückzahlen bis 1973 produziert wurde.
1987 nahm ein in Cincinnati gegründetes Unternehmen die Idee der „Tassette“ auf und produziert seitdem Menstruationstassen aus Gummi („The Keeper“) und aus Silikon („The Moon Cup“). Silikon hat sich, weil es leichter und flexibler als Gummi („Latex“) ist und keine Allergien auslöst, seitdem als Standardmaterial durchgesetzt. Seit 2005 bietet das finnische Unternehmen Lunette ähnliche Produkte an.
Das schwedische Unternehmen Intimina folgte 2012 mit einer asymmetrisch geformten Tasse „Lily Cup“, und 2014 mit einer zusammenfaltbaren Tasse „Lily Cup Compact“. Daneben gibt es verschiedene weitere Anbieter, darunter die kanadische Firma Diva International („Diva Cup“), die ihre Produkte auch in großen nordamerikanischen Kaufhaus- und Drogerieketten vermarktet. 

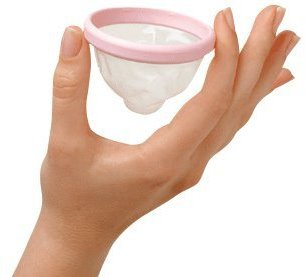
Softcup von Instead

#### Menstruationsscheiben
Das Unternehmen Instead Healthcare in San Diego brachte 1996 einen „Softcup“ heraus, eine Einwegscheibe, die aus einem Polyethylensäckchen besteht, das an einem flexiblen Kunststoffring befestigt ist. Der Ring ist größer als der Umfang einer Menstruationstasse und das Produkt sitzt vor dem Muttermund in ähnlicher Position wie ein Diaphragma.
Anders als eine konventionelle Menstruationstasse braucht ein Softcup oder eine Menstruationsscheibe bei vaginalem Geschlechtsverkehr nicht herausgenommen zu werden. Die Firma Evofem, die Instead 2009 übernahm, ergänzte ein Produkt, das innerhalb eines Zyklus mehrmals verwendbar ist, danach aber weggeworfen werden sollte. Heute gibt es Menstruationsscheiben von vielen verschiedenen Herstellern. Sie bestehen üblicherweise aus medizinischem Silikon und bieten durch das größere Volumen von bis zu 75 ml bis zu 12 Stunden Auslaufschutz. Menstruationsscheiben können auch beim Schwimmen genutzt werden. Ein Unterschied zur Menstruationstasse besteht darin, dass die Menstruationsscheibe von den meisten Menstruierenden entleert werden kann, ohne vollständig entfernt zu werden. Das ist möglich, weil sich die Scheibe beim Urinieren durch die andere Körperposition und Anspannung der Beckenbodenmuskulatur leicht verschiebt und so ihren Inhalt teilweise entleert.

## Kosten

### Periodenarmut
Periodenarmut beschreibt zum einen den Fall, dass sich menstruierende Frauen aufgrund ihrer finanziellen Situation keine oder nur eine begrenzte Auswahl an Monatshygieneartikeln leisten können oder zwischen Hygieneartikeln und anderen zum Leben notwendigen Produkten abwägen müssen. Zum anderen fallen darunter finanzielle Benachteiligungen, die beispielsweise dadurch entstehen, dass menstruierenden Frauen in Armut leben, da ihnen der Zugang zu Berufen aufgrund ihrer Menstruation verwehrt bleibt, weil sie etwa der Schule fern bleiben und sich dadurch ihre Bildungschancen verringern. Auch ein Grund für Periodenarmut können Krankheiten sein, die durch die Menstruation oder das Fehlen von sauberen Hygieneprodukten oder Räumlichkeiten ausgelöst werden.
- In Afrika nimmt beispielsweise im Schnitt eines von zehn Mädchen nicht am Schulunterricht teil, da sie keinen Zugang zu Hygieneprodukten haben oder es keine sicheren, privaten und hygienischen Toiletten in der Schule gibt. Allein in Kenia haben etwa 50 % der weiblichen Schulkinder keinen Zugang zu Menstruationsprodukten.[61]
- In Indien können sich etwa 12 % der 355 Mio. menstruierenden Frauen keine Periodenprodukte leisten.[62]

### Besteuerung
Mit einer Umsatzsteuer in Höhe von 19 % war die Besteuerung von Monatshygieneartikeln in Deutschland bis zum 31. Dezember 2019 höher als in den meisten anderen Ländern. Aufgrund einer erfolgreichen Petition gilt seit dem 1. Januar 2020 in Deutschland der verminderte Steuersatz von 7 %.  In Österreich wurde die Umsatzsteuer auf Menstruationsprodukte nach jahrelanger Einforderung gesenkt und beträgt seit dem 1. Januar 2021 10 % anstatt der vorherigen 20 %. In der Schweiz gilt die Umsatzsteuer von 7,7 %.
Eine vollständige Befreiung von der Umsatzsteuer ist in der EU erst seit April 2022 zulässig, da die Mehrwertsteuer-Systemrichtlinie für Hygieneprodukte zuvor einen Mindeststeuersatz von 5 % vorsah.
In den meisten Bundesstaaten der Vereinigten Staaten werden weibliche Hygieneprodukte steuerrechtlich nicht als Waren des täglichen Bedarfs, sondern als Luxusartikel eingestuft. Anders als z. B. Verbandsmaterialien, Schmerztabletten oder Süßigkeiten sind sie in den betreffenden Staaten darum nicht von der Verbrauchssteuer (sales tax) befreit.
Seit Kanada die sogenannte Tampon tax 2015 abgeschafft hat, wird sie vor allem in den Vereinigten Staaten als Benachteiligung von Frauen kontrovers diskutiert. International ist der Umgang von Staaten mit der Tampon Tax unterschiedlich. Kenia schaffte die Tamponsteuer bereits 2004 ab – Kanada, Malaysia, Indien und Australien folgten.

### Kostenfreiheit
Schottland beschloss, Periodenprodukte zukünftig in öffentlichen Einrichtungen kostenlos zur Verfügung zu stellen. Am 24. November 2020 verabschiedete das Schottische Parlament das entsprechende Gesetz.
In Deutschland stellen einzelne Schulen und Universitäten Menstruationsprodukte – ähnlich wie Toilettenpapier auch – kostenfrei bereit.